# トリテルペノイドサポニン
トリテルペノイドサポニン（triterpenoid saponin）は、サポニン化合物に分類されるトリテルペン類である。トリテルペン類は4つあるいは5つの環を持つ炭素数30の化合物の一群で、複数の酸素原子により修飾されている。トリテルペン類は、細胞質のメバロン酸経路によって作られる炭素数5のイソプレンユニットが炭素30の化合物へとつながり作られる。コレステロールはトリテルペンの一つの例である。フィトステロールおよびフィトエクジステロイドもまたトリテルペンである。トリテルペン類は、特定の構造に応じて約20のグループに分類される。ほ乳類において全てのテルペノイド化合物は生物活性を有しているが、オタネニンジン (Panax ginseng) やエゾウコギ (Eleutherococcus senticosus) といった植物から発見されたトリテルペン類はアダプトゲン作用を示すことが知られている。アダプトゲン作用を示す植物のほとんどのトリテルペノイド化合物は、トリテルペンユニットに様々な糖分子が付加したサポニン配糖体として発見される。これらの糖は腸内バクテリアによって容易に切断され、アグリコン（つまりトリテルペン）の形で吸収される。アグリコンになることによって、これらの分子は細胞膜に挿入し、組成を変え、膜流動性に影響し、多くのリガンドおよび補因子によるシグナル伝達に影響を与える可能性がある。サポニン配糖体は泡立ちによって水の表面張力を低下させ、脂質を分解する。通常、トリテルペンサポニン類は初めて発見された植物の属名に接尾辞 -sideを付けて命名される（例: ginsenoside、astragaloside）。Ginsenoside類やeleutheroside類といった一部はさらに接尾辞 a, a1, b2 などが付く。これは薄層クロマトグラフィーにおけるサポニンのスポットの相対位置（上から下へ）を示している。

## 強壮効果のあるとされる植物に含まれるトリテルペノイドサポニン
| 化合物                  | 植物名                 | 学名                       |
| ----------------------- | ---------------------- | -------------------------- |
| 20-ヒドロキシエクジソン | ショクヨウダイオウの根 | Rhaponticum carthamoides   |
| アラロシド              | タラノキ               | Aralia mandshurica         |
| アストラガロシド        | キバナオウギ           | Astragalus membranaceus    |
| バコシド                | オトメアゼナ           | Bacopa monnieri            |
| ククルビタシン          | ブリオニア             | Bryonia alba               |
| エロイテロシド          | エゾウコギ             | Eleutherococcus senticosus |
| ギンセノシド            | オタネニンジン         | Panax ginseng              |
| ギムネマ酸              | ホウライアオカズラ     | Gymnema sylvestre          |
| ギペノシド              | アマチャヅル           | Gynostemma pentaphyllum    |
| タンシェノシド          | ヒカゲツルニンジン     | Codonopsis pilosula        |
| チノスポロシド          | イボツヅラフジ         | Tinospora cordifolia       |
| ウィタノリド            | アシュワガンダ         | Withania somnifera         |